# Eckhard Lesse
Eckhard Lesse (* 1. Dezember 1948 in Badeborn) ist ein ehemaliger deutscher Langstreckenläufer, der in den 1970er Jahren einer der erfolgreichsten Marathonläufer der DDR war. In den Jahren 1974–1979 studierte er an der Hochschule für Ökonomie und schloss sein Studium als Dipl.Wirtschafts-Ing. ab.
Seine internationale Karriere begann mit der Teilnahme an den Leichtathletik-Europameisterschaften 1971 in Helsinki, wo er im 10.000-Meter-Lauf startete, aber nur Platz 24 erreichte. Im Jahr darauf gewann er bei seinem Debüt über die 42,195-Kilometer-Distanz am 29. April den Marathon von Karl-Marx-Stadt mit dem DDR-Rekord von 2:13:19,4 h. Beim Marathon der Olympischen Spiele 1972 in München war er der einzige Starter aus der DDR und kam auf Rang 23.
1973 verteidigte er seinen Titel in Karl-Marx-Stadt und gewann den Marathon-Europacup in Manchester mit dem gesamtdeutschen Rekord von 2:12:24,0 h. Bei der DDR-Marathon-Meisterschaft wurde er Zweiter hinter Hans-Joachim Truppel, und zum Saisonabschluss errang er den dritten Platz beim Fukuoka-Marathon, der als Weltcup ausgeschrieben wurde. An diesen Weltcup nahm Eckhard Lesse, 1973 mit Platz 3, 1974 mit Platz 2 und 1975 mit Platz 5 teil.
Bei den Europameisterschaften 1974 in Rom gewann er in der Marathonkonkurrenz die Silbermedaille. Nach 2:14:57,4 h kam nur der Brite Ian Thompson anderthalb Minuten vor ihm ins Ziel, anderthalb Minuten hinter Lesse gewann der Belgier Gaston Roelants Bronze. Im Dezember 1974 wurde er beim Fukuoka-Marathon Zweiter hinter Olympiasieger Frank Shorter. Dabei verbesserte er seinen gesamtdeutschen Rekord über die Marathon-Distanz auf 2:12:02,0 h.
1979 beendete er seine aktive sportliche Laufbahn.
Eckhard Lesse ist 1,79 m groß und wog zu Wettkampfzeiten 58–60 kg. Er startete für den SC Magdeburg.
Heute betreut er als Abteilungsleiter die Volleyballer des Sportvereins der Universität in Dresden und leitet seit etwa drei Jahrzehnten eine 20-köpfige Frauensportgruppe in Magdeburgs Stadtteil Sudenburg. Eckhard Lesse wohnt in Magdeburg, ist verheiratet, hat eine Tochter und zwei Enkelkinder, sowie zwei Urenkel
Seit dem 18. Juni 2009 war er Präsident des SC Magdeburg. In der Spielzeit 2009/10 war er zudem interimsweise Geschäftsführer der Handball Magdeburg GmbH. Am 31. Januar 2010 trat er von beiden Ämtern zurück.

## Persönliche Bestzeiten
- 5000 m: 13:44,2 min, 16. Juni 1971, Leipzig
- 10.000 m: 28:14,0 min, 2. Juni 1971, Erfurt
- Marathon: 2:12:03 h, 8. Dezember 1974, Fukuoka